# Mathilde Van der Meulen
Maria Mathilda Vandermeulen (Sint-Niklaas, 26 oktober 1883 – Antwerpen, 30 juni 1918) was een Belgische verzetsvrouw tijdens de Eerste Wereldoorlog. 

## Biografie
Mathilde Vandermeulen werd geboren als tiende kind van het echtpaar Eduardus (Edward) Vandermeulen en Maria Coleta Burm. Op 21-jarige leeftijd huwde ze met Ernest Charles (Karel) Raes. In april 1918 werd het koppel gevangen genomen en opgesloten in de gevangenis in de Begijnenstraat in Antwerpen, waar ze op 30 juni 1918 overleed.

## Eerbetoon
Zij werd bij Koninklijk besluit van 27 november 1922 postuum geëerd als ridder in de Kroonorde. In 1994 werd een straat in Sint-Niklaas naar haar vernoemd.